# Province de Mariscal Ramón Castilla
La province de Mariscal Ramón Castilla (en espagnol : Provincia de Mariscal Ramón Castilla) est l'une des sept provinces de la région de Loreto, au nord du Pérou. Son chef-lieu est la ville de Caballococha.

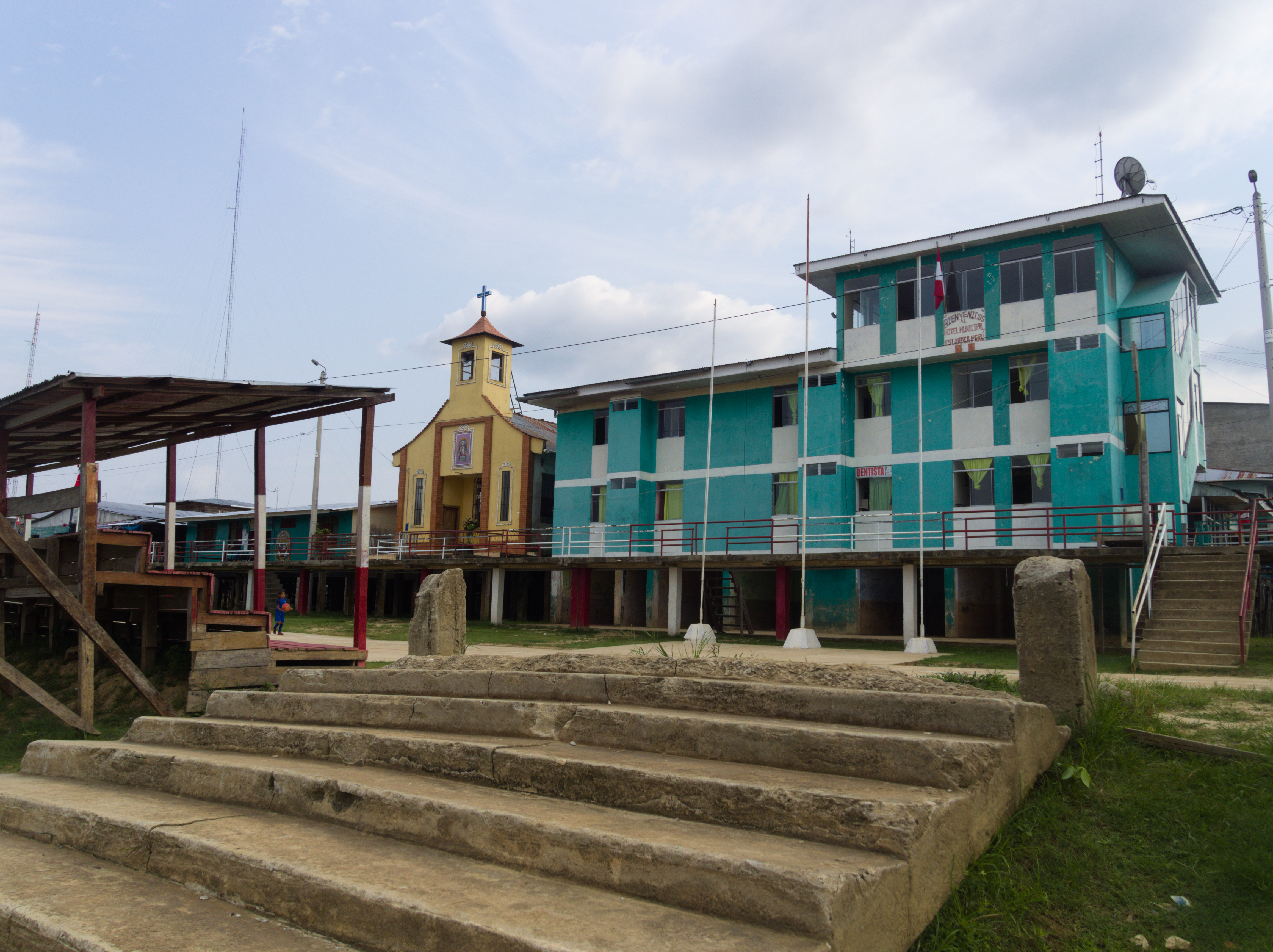

## Géographie
La province couvre une superficie de 39 171,66 km2. Elle est limitée au nord et à l'ouest par la province de Maynas, à l'est par la Colombie, au sud par le Brésil et au sud-ouest par la province de Requena.
Le territoire de la province est plat et couvert par la forêt amazonienne.

## Population
La population de la province s'élevait à 55 294 habitants en 2005.

## Subdivisions
La province est divisée en quatre districts :
- Pebas
- Ramón Castilla
- San Pablo
- Yavari